# اوتامیکسابان
اوتامیکسابان (انگلیسی: Otamixaban) (INN) یک مهارکننده مستقیم عامل Xa ضد انعقاد تزریقی آزمایشی است که برای درمان سندرم کرونری حاد مورد بررسی قرار گرفت. درَ سال ۲۰۱۳ میلادی، سانوفی اعلام کرد که پس از عملکرد ضعیف در کارآزمایی بالینی فاز III، به توسعه داروی کاندید پایان داده است.